# Inre Sattmark
Inre Sattmark med Kolkan och Sattmarksklobben är en ö i Finland. Den ligger i Skärgårdshavet och i kommunen Pargas i landskapet Egentliga Finland, i den sydvästra delen av landet. Ön ligger omkring 16 kilometer sydväst om Åbo och omkring 160 kilometer väster om Helsingfors.
Öns area är 7,1 hektar och dess största längd är 480 meter i öst-västlig riktning. Närmaste större samhälle är Åbo, 16,2 km nordost om Inre Sattmark.

## Klimat
Inlandsklimat råder i trakten. Årsmedeltemperaturen i trakten är 3 °C. Den varmaste månaden är juli, då medeltemperaturen är 18 °C, och den kallaste är februari, med −10 °C.